# Soulcalibur III
Soulcalibur III es la cuarta entrega de la saga de Soul Edge, tercera entrega de la saga de Soulcalibur. Lanzada exclusivamente para PlayStation 2 en el año 2005 por la empresa japonesa Namco.  Se tenía planificado para las versiones de Xbox y Gamecube pero se cancelaron por razones desconocidas.

## Descripción general
Después de su lanzamiento, Soulcalibur III recibió tanto elogios como críticas de los seguidores de la saga. El juego presenta gráficos más elaboradas y mayor velocidad en las acciones, lo que le da un dinamismo distinto al de sus antecesores. En el aspecto de jugabilidad no se realizaron mayores cambios, aunque muchos seguidores notaron un debilitamiento en el Movimiento Multidireccional, además de la incapacidad de moverse mientras se realiza un Soul Charge.
Las críticas realizadas mayormente por jugadores nuevos se centran en la dificultad. La inteligencia artificial del Soulcalibur III le permite contrarrestar perfectamente la mayoría de los ataques del jugador, hasta el punto de que se cree la computadora puede leer los controles antes de que se realicen. Afortunadamente para aquellos menos experimentados, un cierto error en la programación de la computadora la hace no contraatacar o defenderse contra ciertos ataques repetitivos. Estos ataques fueron bautizados Anti-AI Moves, aunque en versiones recientes muchos de estos fueron corregidos.
Otras críticas que se le han hecho son la falta de un modo En línea, el hecho de que fue realizado solo para PlayStation 2 (hecho que molesto a los usuarios de X-Box y GameCube que compraron la entrega anterior) y su sistema de combate, catalogado por jugadores expertos como "desequilibrado".

## Argumento
El juego transcurre inmediatamente luego del final del anterior, y no avanza mucho más que algunos meses más adelante.
Básicamente Raphael confrontó a Nightmare para poseer Soul Edge, pero se vio derrotado y a punto de morir. Con sus últimas fuerzas Raphael logra atravesar el ojo de Soul Edge, descontrolando a Nightmare y otorgándole a la mente de Siegfried su oportunidad para restaurar su cuerpo. Siegfried logra liberarse del control de Soul Edge, y observa como con la luz Soul Calibur reaparece. Siegfried clava Soul Calibur en Soul Edge, sellando ambas espadas. Luego de arrojar la armadura de Nightmare, Siegfried parte con ambas espadas buscando una manera de sellar Soul Edge definitivamente.
Momentos después, un nigromante llamado Zasalamel encuentra la armadura, y el alma de la espada maldita que escapó antes de ser sellada dentro de la armadura. Zasalamel le otorgó un nuevo cuerpo a cambio de que lo ayudará a completar Soul Edge. Nightmare así renace y reinicia una matanza en Europa para mantener su nuevo cuerpo, buscando al mismo tiempo a Siegfried y la Soul Edge.

## Personajes
En Soulcalibur III se incluyeron 6 nuevos personajes regulares:
- Zasalamel - Miembro de una tribu ahora extinta, Zasalamel posee el poder de reencarnar cada vez que muere, aunque esto conlleve un dolor inimaginable. Cansado y sin poder obtener la calma de morir, Zasalamel manipula los eventos del juego para restaurar Soul Edge y Soul Calibur pensando que su poder podría cortar su poder de reencarnar. Pelea usando una guadaña.

- Setsuka - Huérfana que se crio en Japón no siendo japonesa de origen. El hombre que la cuidó toda su vida perdió en un duelo contra Mitsurugi que no le dejó usar un arma nunca más y ahora que murió, Setsuka se embarca en un viaje para buscar a Mitsurugi y vengar a su maestro/padre. Usa una espada de Iaito escondida en una sombrilla.

- Tira - Una asesina sádica y bi-polar de 17 años que se convirtió en sirvienta de Nightmare. Ella busca tanto la destrucción de Soul Calibur y un nuevo cuerpo para su maestro. Usa para pelear un anillo de acero con filo (Ring Blade en el juego).

- Olcadan - Un antiguo experto en todas las armas que fue maldito por los dioses tras asesinar un búho que era su mensajero, con una cabeza y patas de búho. Liberado de su encierro por el Evil Seed, Olcadan busca combatir con Soul Edge. Como Edge Master y Charade en el pasado, Olcadan recibe al azar cualquiera de los estilos regulares del juego.

- Abyss - Zasalamel mutado por el poder de Soul Edge y Soul Calibur. Jefe normal del Tales of Soul y el Quick Play. Su arma es una hoz mutada.

- Night Terror - El verdadero jefe final del juego, no seleccionable. Night Terror solo puede ser alcanzado siguiendo cierto camino y cumpliendo ciertos requisitos en el Tales of Souls. Su arma es Soul Edge completamente restaurada. Night Terror es la combinación de Nightmare con el poder de las dos espadas. Su escenario es el interior de Soul Edge.

Junto a los nuevos personajes, otros han regresado de las entregas anteriores:
- Originales del SoulEdge  - Mitsurugi, Taki, Seung Mina, Sophitia, Voldo, Rock, Siegfried, Cervantes.

- Originales del Soulcalibur  - Kilik, Maxi, Xianghua, Nightmare, Astaroth, Ivy, Yoshimitsu, Lizardman.

- Originales del Soulcalibur II  - Cassandra, Yunsung, Talim, Raphael.

Además del elenco regular existen 17 personajes extra que representan los 17 estilos del Creador de personajes. Estos personajes son llamados "Bonus Character", y aparecen tanto en el "Relato de Almas" (Tales of Souls) como en las "Crónicas de la Espada" (Chronicles of the Sword):
Provenientes del Tales of Souls
- Li Long - Personaje proveniente del juego original, Soul Edge. Utiliza nunchakus dobles.
- Hwang - Personaje original del Soul Edge y el Soul Calibur. Utiliza la hoja china o Dao.
- Amy - La hija adoptiva de Raphael. Utiliza la espada ropera. Amy queda "intoxicada" por Soul Edge y Raphael intenta conseguir ésta espada para "intoxicar" a todos los demás y así tener un mundo propio para él y Amy.
- Arthur - Personaje especial del Soul Calibur, que reemplazo a Mitsurugi en los países que prohibían referencias a samuráis. Arthur utiliza la katana.
- Revenant - Un esqueleto reanimado por Zasalamel. Utiliza espadas curvas.
- Greed - Un ladrón que aparece en el Relato de Almas. Utiliza un par de kunais.
- Miser - Una ladrona que aparece en el Relato de Almas. Utiliza una katana y un shuriken gigante guardado en su espalda.
- Hualin - Dueña de la tienda de armas. Utiliza un báculo extendible.
- Lynette - Dueña de la tienda de armaduras. Utiliza un par de tamborines.
- Valeria - Dueña de la tienda de objetos. Utiliza un par de zapatos con hojas afiladas (Grieve Edges en el juego).

Provenientes del Chronicles of the Sword
- Abelia - Comandante de Grandall y aliada del jugador. Utiliza una espada y escudo.
- Girardot - Instructor de Grandall y aliado del jugador. Utiliza una lanza.
- Luna - Soldado de Dalkia y rival del jugador. Utiliza una espada china o Jian.
- Demuth - Rey del reino de Maletta y miembro de la Familia Real de Halteese. Utiliza un abanico de metal (steel fan).
- Aurelia - Reina del Reino de Dalkia. Utiliza una hoz encadenada (sickle).
- Chester - "Aliado" de Demuth y manipulador de la guerra. Utiliza una daga (dagger).
- Strife - Emperador de Grandall. Utiliza una espada de hierro (Iron sword).

## Nuevas profesiones para el editor
- Asesino: Llega el nivel 30 usando Ninja en crónicas de la espada o vence en 410 combates.

- Gladiador: Llega el nivel 30 usando Bárbaro en crónicas de la espada o vence en 410 combates.

- Caballero: Llega el nivel 50 usando Gladiador en crónicas de la espada o vence en 610 combates.

- Pirata: Llega el nivel 30 usando Ladrón en crónicas de la espada o vence en 410 combates.

- Sabio: Llega el nivel 30 usando Santo en crónicas de la espada o vence en 410 combates.

- Samurai: Llega el nivel 50 usando Ladrón en crónicas de la espada o vence en 610 combates.

- Maestro de Espadas: Llega el nivel 50 usando cualquier oficio cuando estén disponibles todos los oficios en crónicas de la espada o vence en 610 combates

## Modos de juego
El juego posee muchos modos distintos de juego, lo cual le otorga diversidad y alarga su vida útil. Los más destacados son:

### Relatos de Almas (Tales of Souls)
El modo principal del juego, el Relato de Almas funciona como un "Modo Historia", en donde se narran las aventuras de los 24 personajes seleccionables (descontando a Abyss y los personajes Bonus) durante sus viajes para encontrar Soul Edge. En muchas ocasiones, las decisiones o acciones que el jugador tome durante el transcurso de la historia podrán alterar la situación o los enemigos que enfrentará, incluyendo el enemigo final.
El modo está presentado como un libro, muy similar al Edge Master del juego original, y posee entre 10 y 12 capítulos. Ciertos capítulos cuentan con animaciones interactivas, donde se le dará al jugador una secuencia de botones que deberá apretar para evitar un golpe sorpresivo. De no activarlo a tiempo el jugador puede iniciar el combate con poca energía, estar envenenado o cambiar el oponente a combatir.
Cuando ciertos requerimientos son cumplidos, batallas especiales pueden aparecer. Estas empiezan con un mensaje de que "estas siendo observado" y apareca la opción de aceptar o no combatir. Los oponentes en estas peleas son personajes especiales, en su mayoría no seleccionables, que poseen ventajas o habilidades. Entre estos figuran Keres, Colossus, Charade, Will'o the Wisp o Shadow Master. También aparecen algunos de los personajes Bonus como Li Long o Amy.
Al finalizar el modo se activará el final del personaje seleccionado, y una cantidad de oro de acuerdo a la cantidad de victorias y perdidas tuvo el jugador. Además, en ciertos casos armas pueden ser activadas durante el transcurso del modo.

### Crónicas de la Espada (Chronicles of the Sword)
Juego de estrategia por turnos. El juego permite al jugador crear el personaje que será el principal de la historia, además de 7 personajes más como soldados aliados. Los trabajos que se le pueden otorgar ganan mayor relevancia en este modo, ya que influirán en los atributos que aumenten con la experiencia y niveles adquiridos por ganar batallas, sistema similar al de los RPG.
El modo posee una historia propia, no relacionada con el universo de Soulcalibur, situada en un continente ficticio con cuatro reinos: Grandall, Dalkia, Halteese y Maletta. El jugador adopta el papel de un cadete de Grandall en medio de una guerra contra los reinos restantes. Cada una de las 20 crónicas van detallando las motivaciones de los personajes a la vez que muestran el desarrollo del personaje principal, que va descubriendo por qué y por quien debería otorgar su fuerza. La historia se podría dividir en 2 partes, la primera siendo la guerra contra las fuerzas aliadas de Dalkia y Maletta (Crónicas 1 a 12) y, situada 1 año después históricamente, la confrontación contra rebeldes dentro de Grandall y la revelación del verdadero enemigo (crónica 13 a 20).
Cada capítulo o "Crónica" consiste de un mapa con caminos predeterminados, por donde el jugador ordena avanzar a sus tropas (que varían entre 3 y 5 de acuerdo a la crónica). Dispersos en el mapa se encuentran fortalezas tanto enemigas como aliadas, y una vez destruidas estas pasan al bando ganador.
Cada crónica posee un objetivo diferente, generalmente tomar la fortaleza principal enemigo, y a su vez posee diferentes condiciones para perder, generalmente la de perder a todas tus unidades.
En la mayoría de las crónicas los personajes regulares del juego aparecen como enemigos. Estos siempre están en el nivel 60 y permanecen inmóviles. El jugador puede optar por atacarlos para ganar una gran suma de oro y experiencia.

### Crea tu personaje (Create-a-Character)
Permite la creación de personajes originales, construyéndolos con las partes que se encuentran disponibles en el juego. Las partes, como ropa, armaduras, joyas, etc., se van adquiriendo a través de los otros modos de juego, principalmente "Crónicas de la Espada", para luego estar disponibles en la tienda de armaduras para comprar.
Antes de poder crear un personaje se le debe asignar una de las profesiones del juego, que varían entre asesino, ladrón, bárbaro, sabio, etc. Cada profesión posee una selección diferente de armas y estilos, tanto creados específicamente para el modo o de alguno de los personajes regulares del juego.
Hay un total de 12 profesiones, y cada una cuenta con 3 disciplinas/armas distintas y dos "Alma de..." (Soul of...), que son los estilos de personajes regulares, exceptuando la profesión "Sword Master", que puede elegir cualquiera de las 17 disciplinas normales, pero ningún "Alma de...".
Otros modos disponibles en el juego son:
- Versus - Enfrentamiento entre dos jugadores distintos. El modo se divide en el Versus Standard, donde las armas no tendrán sus efectos especiales, o Versus Special, donde las armas tendrán sus habilidades, además de contar con escenarios especiales.
- Torneo Mundial (World Tournament) - Modo en donde se compite contra la CPU en extensos torneos o ligas, que se ven premiadas por sumas de oro. El juego desafía a completar 12 torneos/ligas consecutivos, pero esto solo proporciona una gran suma de oro.
- Arena de Almas (Soul Arena) - Incluye dos modos distintos de juego:
  - La Partida Rápida (Quick Play) funciona como el clásico "modo Arcade" de la serie, proporcionando 8 combates consecutivos contra personajes al azar, finalizando en un combate contra el jefe final Abyss. No posee historia ni final, y una vez completado se recompensa al jugador con una suma de dinero sobre la base de su desempeño en los combates.
  - El modo Misiones (Missions) proporciona al jugador con una variada selección de combates con condiciones especiales. Cada misión es única, como por ejemplo Coin Collector (reunir monedas que vuelan tras golpear al rival), Dancing Statue (enfrentarse a una estatua gigante) o Soul Smash (golpear al rival contra los muros) entre otros. Son en total 12 misiones, cada cual con 3 niveles de dificultad y récords de tiempo a superar.
- Museo (Museum) - Modo donde el jugador puede observar los artículos obtenidos durante el juego, como ser los artes oficiales, perfiles y finales de los personajes, videos promocionales, etc.
- Tienda (Shop) - En donde el jugador puede comprar los distintos artículos del juego. Se divide en tres categorías: Tienda de Armas (Weapons Shop), en donde se compran las distintas armas para los personajes del juego; Tienda de Armaduras (Armor Shop), donde se consiguen las distintas piezas para el modo de Creación de Personajes; y la Tienda de Objetos (Items Shop), donde se encuentran artículos varios, incluyendo misiones para la Arena de Almas, galerías de arte, videos y exhibiciones de armas.

## Soulcalibur III: Arcade Edition
En 2006, en Japón fue lanzada una adaptación de Soulcalibur III, para jugar en los salones recreativos.
La versión arcade, subtitulada Arcade Edition, posee 3 distintos modos de juego:
- Arcade: Un total de 8 peleas seguidas contra personajes al azar. El 7.º combate es contra un renovado Inferno, mientras que el combate final se elige al azar entre Abyss, Night Terror y uno de los Personajes Legendarios (ver abajo).
- Training: Modo de entrenamiento. Posee todas los datos que aporta el entrenamiento de la versión hogareña, y permite practicar un total de 300 segundos de un round.
- Legend Mode: El modo más llamativo de la versión arcade. El Modo Leyenda es en esencia muy similar al antiguo Conquest del arcade del Soulcalibur II. El jugador elige un personaje y un rival, y pelea contra 8 personajes distintos. Cada victoria otorga experiencia al personaje seleccionado, y con cada nivel el jugador puede elegir que atributo aumentarle. El 4.º combate es contra el enemigo elegido, mientras que el combate final es contra el personaje Legendario equivalente al elegido. Si el jugador superá en experiencia al personaje Legendario, este puede reemplazarlo.

En cuanto al elenco seleccionable, todos los personajes regulares se mantuvieron con la excepción de Abyss, que es un jefe no seleccionable. Algunos, como Sophitia y Xianghua, vieron sus habilidades y fuerzas reducidas mientras que otros, como Ivy o Rock, recibieron mejoras en sus movimientos. Además del elenco original 3 de los personajes Bonus fueron retrabajados y convertidos en personajes regulares: Li Long, Hwang e Amy; y también se re-incluyó uno de los personajes que no habían aparecido en la versión casera: Inferno. Usado como subjefe, Inferno recibió un cambio importante, ya que en esta ocasión no puede luchar con todos los estilos, sino que pelea usando las Soul Edge originales del primer juego, con el estilo de Cervantes y reteniendo sus técnicas originales.
Hasta el momento el arcade ha recibido tres upgrades, representados con las letras "A", "B" y "C". Cada upgrade se centró en el balance de personajes y arreglo de bugs o errores en el sistema.

## Error grave
Existe un error grave en la programación de Soulcalibur III, el cual borra todos los avances de la tarjeta de memoria (Memory Card) grabados del SCIII en el modo Crónicas de la espada, en otros casos todos los datos del SCIII e incluso pudiendo llegar a estropear todos los datos de la tarjeta.
Se ha comprobado que dicho error sucede cuando se accede a partidas grabadas anteriormente a la creación de los archivos del SCIII. Juegos grabados anteriormente cuyos archivos aumentan de tamaño progresivamente parecen ser la causa principal de este fallo.
El error solo sucede cuando se tiene un archivo Guardado en las Crónicas de la Espada.
Este error está reconocido por Namco, pero hasta la fecha no se han corregido los errores del juego, ni aun en la segunda versión, a pesar de haber editado el juego posteriormente como edición Platinum.
Las recomendaciones para prevenir este fallo son:
- Tener 2 Memory Cards para poder hacer copias de seguridad de los datos y así no perder los avances;
- Evitar usar archivos anteriores al uso del SCIII.

## Recepción
El juego generalmente recibió críticas positivas con una puntuación total de 86/100 en la página Metacritic. IGN lo elogió por su "entorno impresionante" y sus "personajes encantadores", pero pensó que el juego podría usar efectos de sonido más diversos. GameSpot elogió la "jugabilidad divertida y de ritmo rápido", pero criticó la falta de juego en línea.

### Premios
- E3 2005 Game Critics Awards : Mejor juego de lucha[7]

- E3 2005 GameSpot Awards: Mejor juego de lucha[8]

- IGN: Mejor juego de lucha de 2005[9]

- En 2011, Complex lo clasificó como el 34.º mejor juego de lucha de todos los tiempos.[10]

## Juego de cartas coleccionables
Soulcalibur III es parte del juego de cartas coleccionables Universal Fighting System, creado por Sabertooth Games y luego publicado por Fantasy Flight Games. Fue una de las franquicias fundadoras oficiales del juego de cartas, junto a Street Fighter, cuando el juego se lanzó en abril de 2006. UFS ha visto cinco expansiones basadas en los personajes y la historia de Soulcalibur III .